# Transição demográfica
Transição demográfica é um conceito que descreve a dinâmica do crescimento populacional, decorrente dos avanços da medicina, urbanização, desenvolvimento de novas tecnologias, taxas de natalidade e outros fatores.
- Em primeiro lugar, explica porque a população mundial disparou nos últimos 200 anos (passando de 1 bilhão de habitantes no ano 1800 aos 7,6 bilhões na atualidade).
- Em segundo lugar, descreve o período de transformação de uma sociedade pré-industrial (caracterizada por ter taxas de natalidade e de mortalidade altas) a uma moderna ou pós-industrial (caracterizada por ter ambas as taxas baixas).[1]

## Um processo em quatro fases
A teoria nasce dos estudos iniciados pelo demógrafo estadunidense Warren Thompson, no ano e é hoje mais vigente que nunca. Thompson observou as mudanças (ou transição) que tinham experimentado nos últimos duzentos anos as sociedades industrializadas do seu tempo com respeito às taxas de natalidade e de mortalidade. De acordo com estas observações expôs a teoria da transição demográfica segundo a qual uma sociedade pré-industrial passa, demograficamente falando, por 4 fases ou estágios antes de derivar numa sociedade plenamente pós-industrial.

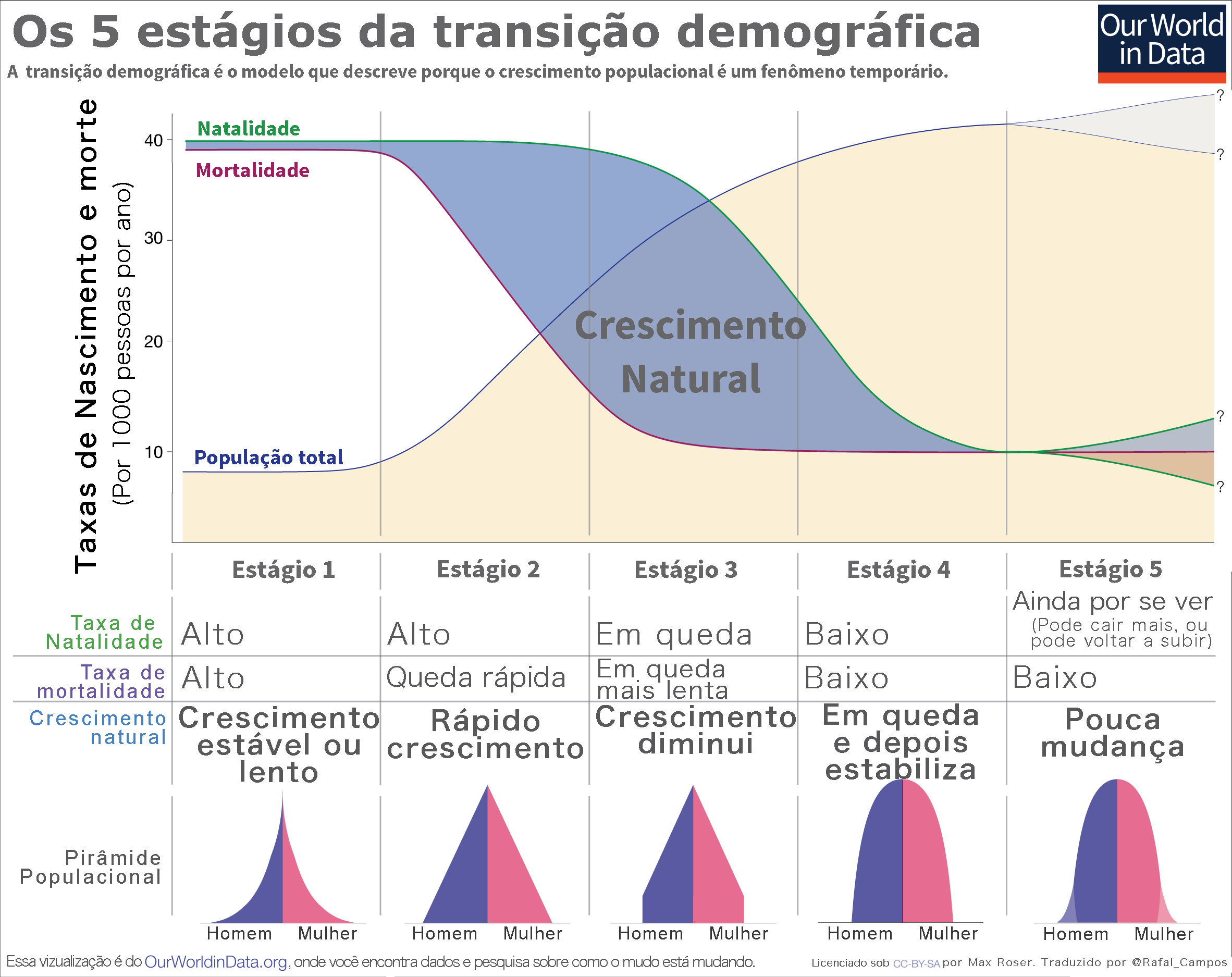

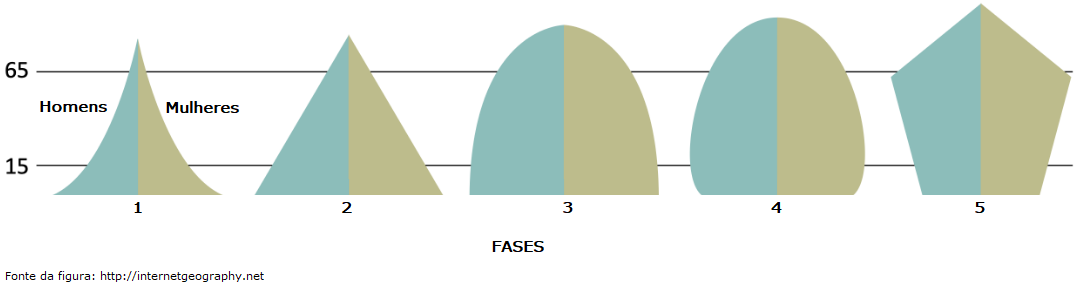
Pirâmides etárias de acordo com as 5 fases.

### Fase 1
Fase com elevadas taxas de natalidade compensadas por altas taxas de mortalidade. Muitas crianças morreram antes de atingir a idade adulta, e as doenças e fomes foram generalizadas. A expectativa de vida foi menor do que hoje, mas, em média, mais crianças nasceram para cada mãe. Esta etapa ocorre antes do processo de industrialização/urbanização. O crescimento vegetativo é equilibrado. Nessa época não existiam métodos contraceptivos e as condições de saúde eram precárias.

### Fase 2
Os índices de mortalidade iniciam uma importante descida motivada por diferentes razões: a melhoria nas condições sanitárias, a evolução da medicina, e a urbanização, aumentando a expectativa de vida. Os problemas são: explosão demográfica, superpopulação e aumento do desemprego. Hoje em dia, muitos países subdesenvolvidos vivem essa fase. A taxa de natalidade sofre um pequeno declínio.

### Fase 3
Ocorre um declínio na taxa de natalidade devido ao acesso à métodos anticoncepcionais, o elevado custo de vida nas cidades, e à educação (fazendo com que o planejamento familiar fique mais difundido). O resultado é um crescimento vegetativo reduzido em relação à segunda fase.

### Fase 4
As taxas de natalidade e mortalidade se encontram muito baixas, é criada uma estabilização no crescimento vegetativo, tendo por consequência uma taxa de crescimento natural nula ou negativa.  

### Para uma fase 5?
Enquanto o modelo original de Transição Demográfica descrito por Warren Thompson apresenta só quatro fases, atualmente se aceita uma quinta fase, onde a mortalidade superará a natalidade, devido ao alto custo de se criar filhos (principalmente em países desenvolvidos), famílias optam por ter um número muito reduzido (entre 1 e nenhum) de filhos para manter o padrão de vida.
Esse efeito é muito temido por analistas, e já está iniciado em países como a Alemanha, Japão e Itália, pois com o decréscimo populacional, o número de idosos tende a superar o de jovens, o que pode acarretar problemas em relação a previdência.

## O crescimento demográfico de hoje
O quadro abaixo permite captar a evolução da transição demográfica atualmente. Assim, escolheram-se 20 países - com as taxas de natalidade e mortalidade correspondentes a uma estimativa da CIA para o ano de 2020 - que põem de manifesto os diferentes ritmos existentes à hora de completar as 5 fases do processo.
É importante assinalar, no entanto, que na atualidade não há nenhum país que se encontre ainda na fase 1 porque, felizmente, as taxas de mortalidade próximas de 40 ou 50‰ não são registradas há décadas.
|        | Estado      | Taxa de natalidade (em ‰) | Taxa de mortalidade (em ‰) | Características | Fonte  |
| Fase 1 | -           | 40-50                     | 40-50                      | Na atualidade não há nenhum estado no mundo que apresente Taxas de Mortalidade tão altas. Para encontrar algum país do Terceiro Mundo nesta fase, teria que se remontar à primeira metade do século XX; e até o século XVIII para encontrar algum risco. |        |
| Fase 2 | Níger       | 47,5                      | 10,2                       | A Taxa de Natalidade (TN) mantém-se alta. Por contra, a Taxa de Mortalidade (TM) experimenta uma forte baixada que se traduz num forte aumento da população.                                                                                             | [ 2 ]  |
| Fase 2 | Mali        | 42,2                      | 9                          | A Taxa de Natalidade (TN) mantém-se alta. Por contra, a Taxa de Mortalidade (TM) experimenta uma forte baixada que se traduz num forte aumento da população.                                                                                             | [ 3 ]  |
| Fase 2 | Uganda      | 42,3                      | 5,3                        | A Taxa de Natalidade (TN) mantém-se alta. Por contra, a Taxa de Mortalidade (TM) experimenta uma forte baixada que se traduz num forte aumento da população.                                                                                             | [ 4 ]  |
| Fase 2 | Angola      | 42,7                      | 8,5                        | A Taxa de Natalidade (TN) mantém-se alta. Por contra, a Taxa de Mortalidade (TM) experimenta uma forte baixada que se traduz num forte aumento da população.                                                                                             | [ 5 ]  |
| Fase 2 | Somália     | 38,7                      | 12,4                       | A Taxa de Natalidade (TN) mantém-se alta. Por contra, a Taxa de Mortalidade (TM) experimenta uma forte baixada que se traduz num forte aumento da população.                                                                                             | [ 6 ]  |
| Fase 3 | Haiti       | 21,7                      | 7,4                        | A TN inicia uma baixada, mas como a TM continua reduzindo-se o crescimento demográfico segue sendo marcadamente positivo. | [ 7 ]  |
| Fase 3 | Camboja     | 21,3                      | 7,3                        | A TN inicia uma baixada, mas como a TM continua reduzindo-se o crescimento demográfico segue sendo marcadamente positivo. | [ 8 ]  |
| Fase 3 | Filipinas   | 22,9                      | 6                          | A TN inicia uma baixada, mas como a TM continua reduzindo-se o crescimento demográfico segue sendo marcadamente positivo. | [ 9 ]  |
| Fase 3 | Laos        | 22,4                      | 7,2                        | A TN inicia uma baixada, mas como a TM continua reduzindo-se o crescimento demográfico segue sendo marcadamente positivo. | [ 10 ] |
| Fase 3 | Argélia     | 20                        | 4,4                        | A TN inicia uma baixada, mas como a TM continua reduzindo-se o crescimento demográfico segue sendo marcadamente positivo. | [ 11 ] |
| Fase 4 | Reino Unido | 10,78                     | 10,18                      | A TN e a TM reduzem-se até chegar a valores muito parecidos, pelo qual se produz um crescimento insignificante ou o estancamento (como no caso da Suécia).                                                                                               |        |
| Fase 4 | Noruega     | 11,67                     | 9,45                       | A TN e a TM reduzem-se até chegar a valores muito parecidos, pelo qual se produz um crescimento insignificante ou o estancamento (como no caso da Suécia).                                                                                               |        |
| Fase 4 | Espanha     | 10,1                      | 9,63                       | A TN e a TM reduzem-se até chegar a valores muito parecidos, pelo qual se produz um crescimento insignificante ou o estancamento (como no caso da Suécia).                                                                                               |        |
| Fase 4 | Japão       | 9,47                      | 8,95                       | A TN e a TM reduzem-se até chegar a valores muito parecidos, pelo qual se produz um crescimento insignificante ou o estancamento (como no caso da Suécia).                                                                                               |        |
| Fase 4 | Suécia      | 10,36                     | 10,36                      | A TN e a TM reduzem-se até chegar a valores muito parecidos, pelo qual se produz um crescimento insignificante ou o estancamento (como no caso da Suécia).                                                                                               |        |
| Fase 5 | Alemanha    | 8,33                      | 10,55                      | A TN segue experimentando uma baixada até o ponto que se situa por baixo da TM, com o qual o crescimento demográfico é negativo (perdem-se habitantes).                                                                                                  |        |
| Fase 5 | Itália      | 8,89                      | 10,3                       | A TN segue experimentando uma baixada até o ponto que se situa por baixo da TM, com o qual o crescimento demográfico é negativo (perdem-se habitantes).                                                                                                  |        |
| Fase 5 | Eslovénia   | 8,95                      | 10,22                      | A TN segue experimentando uma baixada até o ponto que se situa por baixo da TM, com o qual o crescimento demográfico é negativo (perdem-se habitantes).                                                                                                  |        |
| Fase 5 | Lituânia    | 8,62                      | 10,92                      | A TN segue experimentando uma baixada até o ponto que se situa por baixo da TM, com o qual o crescimento demográfico é negativo (perdem-se habitantes).                                                                                                  |        |
| Fase 5 | Áustria     | 8,81                      | 9,7                        | A TN segue experimentando uma baixada até o ponto que se situa por baixo da TM, com o qual o crescimento demográfico é negativo (perdem-se habitantes).                                                                                                  |        |

Fonte: dados obtidos do CIA World Factbook Arquivado em 6 de janeiro de  2019, no Wayback Machine..

## Algumas considerações
De acordo com o exposto até aqui se podem obter algumas conclusões:
- O resultado final ao início e ao fim do processo é o mesmo: um crescimento natural baixo. Ora, as circunstâncias são radicalmente opostas: na etapa 1 porque as taxas natalidade e mortalidade são muito altas; e na etapa 4 porque as mesmas taxas se equalizam em valores baixos.

Crescimento da população mundial entre 10.000 a.C. - 2000.

- Desde suas origens e até o século XVIII, a humanidade esteve ancorada no estágio 1 da transição demográfica. Podemos observar no gráfico 2 que encontra-se à direita, a lentidão com que cresceu a população mundial durante este longo período de tempo.
- Com o estalido da Revolução Industrial, em meados do século XVIII, os países hoje desenvolvidos fizeram o salto no estágio 2, iniciando o rápido crescimento da população mundial que reflete o gráfico 2. Os países ricos completaram todo o processo no final do século XX, momento no qual estabilizaram à baixa suas taxas de natalidade e mortalidade. Portanto, a transição demográfica começou aqui lentamente ao longo de uns 250 anos.
- Os países em via de desenvolvimento ou do Terceiro Mundo, em mudança, iniciaram a transição demográfica mais tarde e repentinamente. Atualmente, a maioria deles -sobretudo os países africanos- se encontram no estágio 2 do processo: mantêm a natalidade muito alta, mas em geral, estão reduzindo consideravelmente a mortalidade. Outros países, especialmente em América Latina, em Ásia e também algum de África, já se encontram na fase 3 do processo porque reduziram muitíssimo a mortalidade e, ao mesmo tempo, estão diminuindo paulatinamente a natalidade.
- Os demógrafos consideram que o atual ritmo de crescimento da população mundial tem data de caducidade, dado que os países em via de desenvolvimento, tarde ou temporão, completarão a transição demográfica e acabarão desfrutando de umas taxas de natalidade e mortalidade semelhantes as que têm os países desenvolvidos. Por esta razão, os demógrafos consideram que a catástrofe malthusiana prognosticada por Thomas Malthus ao princípio do século XIX não acabará produzindo-se.
- A moderação no crescimento da população mundial dependerá da velocidade com que os países em via de desenvolvimento sejam capazes de completar a transição demográfica. Segundo cálculos da ONU, se os países pobres aceleram o ritmo, no ano 2050 terão no planeta uns 7,5 bilhões de habitantes. Se, por contra, o processo se modera a população mundial se poderia situar aquele ano em cerca dos 11 bilhões de habitantes.